# Sequestro di persona (film)
Sequestro di persona è un film italiano del 1968 diretto da Gianfranco Mingozzi. Il film è incentrato su un sequestro di persona avvenuto in Sardegna.

## Trama
Cristina Forti, studentessa in vacanza in Sardegna assiste al rapimento del suo ragazzo Francesco, e corre ad avvertire la polizia. Le indagini si rivelano inutili, e così, Gavino Dorgali, l'amico di Francesco, si consegna ai banditi per scoprire il loro capo. Ma, durante uno scontro a fuoco tra polizia e banditi, Francesco viene ucciso e i banditi ne nascondono il corpo. Il padre di Francesco offre ad un ricco possidente Osilo per avere i soldi per pagare il riscatto.